# Seznam naselij na Madžarskem
Seznam naselij na Madžarskem je krovni seznam.

## Po imenu
- seznam naselij na Madžarskem (A, Á)
- seznam naselij na Madžarskem (B)
- seznam naselij na Madžarskem (C)
- seznam naselij na Madžarskem (Cs)
- seznam naselij na Madžarskem (D)
- seznam naselij na Madžarskem (E, É)
- seznam naselij na Madžarskem (F)
- seznam naselij na Madžarskem (G)
- seznam naselij na Madžarskem (Gy)
- seznam naselij na Madžarskem (H)
- seznam naselij na Madžarskem (I, Í)
- seznam naselij na Madžarskem (J)
- seznam naselij na Madžarskem (K)
- seznam naselij na Madžarskem (L)
- seznam naselij na Madžarskem (M)
- seznam naselij na Madžarskem (N)
- seznam naselij na Madžarskem (Ny)
- seznam naselij na Madžarskem (O, Ó)
- seznam naselij na Madžarskem (Ö, Ő)
- seznam naselij na Madžarskem (P)
- seznam naselij na Madžarskem (R)
- seznam naselij na Madžarskem (S)
- seznam naselij na Madžarskem (Sz)
- seznam naselij na Madžarskem (T, Ty)
- seznam naselij na Madžarskem (U, Ú)
- seznam naselij na Madžarskem (Ü, Ű)
- seznam naselij na Madžarskem (V)
- seznam naselij na Madžarskem (Z)
- seznam naselij na Madžarskem (Zs)

## Po velikosti
- seznam mest na Madžarskem
- seznam vasi na Madžarskem

## Po županijah
- seznam naselij županije Bács-Kiskun
- seznam naselij županije Baranja
- seznam naselij županije Békés
- seznam naselij županije Borsod-Abaúj-Zemplén
- seznam naselij županije Csongrád
- seznam naselij županije Fejér
- seznam naselij županije Győr-Moson-Sopron
- seznam naselij županije Hajdú-Bihar
- seznam naselij županije Heves
- seznam naselij županije Jász-Nagykun-Szolnok
- seznam naselij županije Komárom-Esztergom
- seznam naselij županije Nógrád
- seznam naselij županije Pešta
- seznam naselij Šomodske županije
- seznam naselij županije Szabolcs-Szatmár-Bereg
- seznam naselij županije Tolna
- seznam naselij županije Veszprém
- seznam naselij županije Zala
- seznam naselij Železne županije

## Drugi
- seznam naselij na Madžarskem (dolgi seznam)